# 浦和総合運動場
浦和総合運動場（うらわそうごううんどうじょう）は、埼玉県さいたま市浦和区元町にある市のスポーツ施設。園内には、市営浦和球場（硬式野球場）、一般競技場（軟式野球・ソフトボール）、テニスコート、トレーニング場、会議室、テニス壁打ちコート、ゲートボール場等がある。現在は民間会社アイル・コーポレーションが指定管理者として管理している。

## 沿革
- 1950年 - 着工。特に整地工事は戦後の失業対策事業として行われた。
- 1954年8月 - 完成。
- 1989年7月 - 全面改装し、野球場が現在の規模に改修。

## 施設概要
所在地：さいたま市浦和区元町1-29-10
敷地面積：44,908.67 m2
駐車場：45台
- 野球場（さいたま市営浦和球場）
  - 両翼 - 93 m、中堅 - 120 m、内野 - クレー、外野 - 天然芝
  - スコアーボード - 磁気反転式、グラウンド壁面 - ラバーフェンス
  - 収容人員 - 9,160人（メインスタンド4,870人、サブスタンド875人、外野スタンド3,415人）
- 一般競技場（軟式野球・ソフトボール）
  - 右翼 - 83 m、左翼 - 82 m、中堅 - 84 m、夜間照明 - 300〜1,000 lx
- テニスコート
  - 砂入り人工芝コート - 7面
- テニス壁打ちコート
  - 砂入り人工芝コート - 1面
- ゲートボール場
  - クレーコート - 1面
- トレーニング場
  - ウェイトリフティング用プラットフォーム - 4面
- 会議室
  - 大会議室 - 80人収容、小会議室 - 30人収容

## 交通

### 鉄道
- JR京浜東北線「北浦和駅」東口より徒歩約15分。
- JR各線「浦和駅」東口より徒歩約20分。

### バス
- 国際興業バス浦和駅東口〜北浦和駅東口線（浦51）または浦和駅東口〜北浦和ターミナルビル線（浦51-3）「総合グラウンド前」下車

## 周辺
- 浦和駒場体育館
- 市立浦和中学・高等学校
- 市立本太中学校
- グランド通り - 県道65号さいたま幸手線（旧中山道）の浦和橋交差点と県道35号川口上尾線（産業道路）の駒場交差点を、当運動場や市立浦和中学・高等学校などを通って結ぶ市道で、当運動場が愛称の由来。
- 氷川神社